# Rione Cattedrale
Il rione Cattedrale, chiamato a volte anche rione Duomo, è uno dei rioni che partecipano al palio di Asti. Prende il nome dalla cattedrale di Santa Maria Assunta.

## L'origine
Al rione Cattedrale, con il rione San Silvestro, appartiene il primo nucleo d'insediamento della città, quello che è definito la Rocca Ligure.
In questa zona della città, la più alta nel periodo Medievale, sorse e si sviluppò il possente Castel Vecchio, innalzato dai primi conti di Asti, ampliato dai marchesi di sangue Anscarico nel X secolo, ed infine sede dei vescovi di Asti.
Anche il primo nucleo cristiano della città nacque nel rione Cattedrale, ne sono testimonianza le cripte di San Giovanni e di Sant'Anastasio, risalenti all'VIII secolo e gli antichi chiostri della cattedrale, prima sede nota dei vescovi e dei canonici.
Nei chiostri venne aperta la prima scuola per l'educazione e l'istruzione clericale, ed il primo ospedale cittadino.

## Il medioevo
Per molti secoli, l'area intorno alla cattedrale divenne motore e polo di attrazione per tutta la città: infatti le riunioni della giunta comunale e le adunanze ecclesiastiche si tenevano nei locali attigui la fabbrica, il mercato cittadino si svolgeva sulla piazza antistante la chiesa e la giustizia veniva amministrata nella sacrestia della chiesa di San Sisto, che sorgeva sull'attuale piazza del Seminario a poche centinaia di metri dalla cattedrale.
Intorno a questa area sorsero le proprietà delle più influenti famiglie mercatali astigiane: i Solaro, gli Asinari, i Turco, gli Alfieri, i Pelletta, i Malabayla, i Lajolo.
La "Societas Mercatorum de Ast" nacque all'ombra della cattedrale, e fu una delle più invidiate organizzazioni del medioevo astigiano.

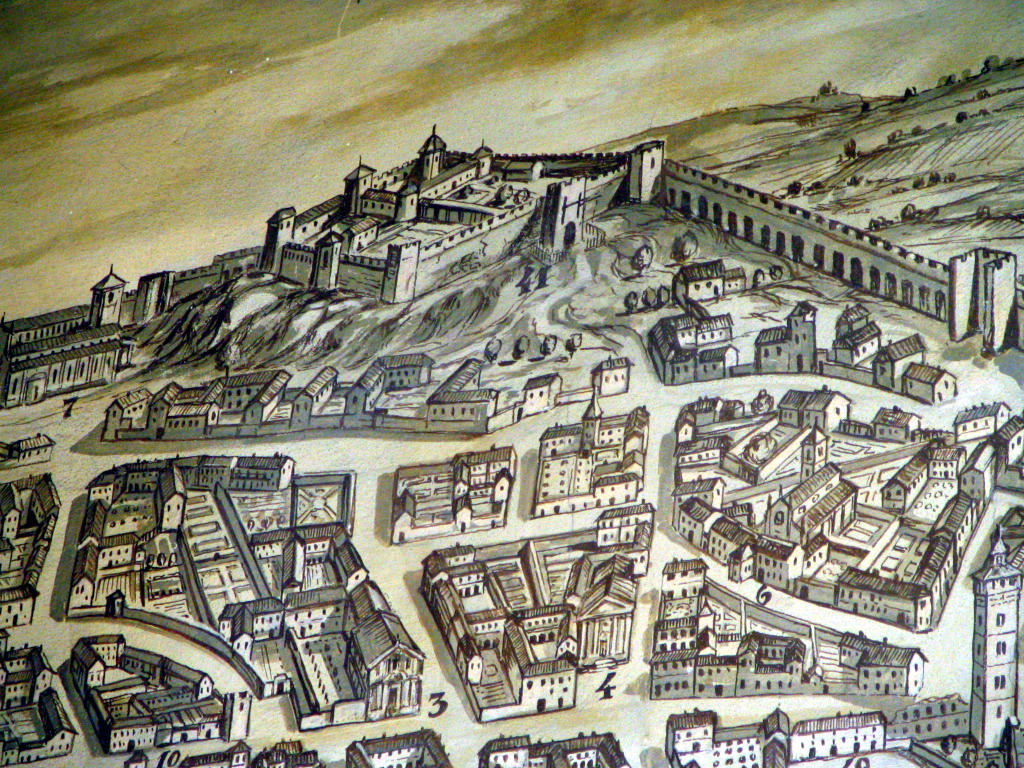
La Rocca Ligure ed il Castelvecchio

## Declino dell'area della cattedrale
Tra il VI e VII secolo, vi fu un notevole sviluppo della zona occidentale della città per i nuovi insediamenti longobardi (non dimentichiamo che in quell'area sorse la Corte Longobarda), e la presenza della chiesa eretta sul luogo del martirio del patrono san Secondo.
Quando il vescovo Bruningo costruì una nuova chiesa per il culto del patrono all'interno della cinta muraria, diede, inevitabilmente, un notevole sviluppo all'area occidentale della città, trasformando la chiesa di San Secondo nella chiesa di riferimento della nuova borghesia mercatale.
Ben presto anche lo svolgimento della giustizia si spostò nell'area del Santo (nella Canonica Causarum), così come il mercato, e con la costruzione del palazzo comunale, divenne evidente la contrapposizione della chiesa di San Secondo, quale espressione "laica" del Comune, con il polo patrizio-vescovile della cattedrale.
Tra la fine del quattrocento ed il seicento, il rione aveva una popolazione non superiore ai 600 abitanti ed era suddiviso in almeno sei contrade, tutte racchiuse nelle mura cittadine:
- contrada di San Sisto, intorno alla piazzetta del Seminario vescovile, in cui risiedeva la Confraternita della Misericordia, la piazzetta era sede di attività giuridico amministrative in età consolare
- contrada di Monteriolo, dietro il Duomo, tra via San Giovanni e via Giobert
- contrada di Sant'Ilario, tra piazza Catena e via Cattedrale
- contrada di San Giuliano, attorno alla chiesa parrocchiale omonima, un tempo sul sedime dell'attuale piazzetta Montafia
- contrada Malabaila, nei pressi dell'antica chiesa di Sant'Adriano. All'interno della contrada i Malabaila costruirono il più importante palazzo signorile rinascimentale della città.
- contrada Asinari, tra i Varroni e via Carducci (un tempo contrada del Gesù).

Ma la vera decadenza del nucleo antico del Rione avvenne sul finire del XIX secolo e per tutto il XX secolo, con l'abbandono delle vecchie case del centro per i quartieri residenziali della città.
Ora, finalmente il ripopolamento è in controtendenza, con il recupero e la rivalorizzazione della maggior parte dei palazzi medievali del rione che hanno fatto la storia della città.

## Principali palazzi ed edifici storici del rione Cattedrale
- Cripta e museo di Sant'Anastasio
- Palazzo Alfieri
- Palazzo Malabaila
- Palazzo Mazzola
- Domus romana
- Palazzo Mazzetti
- Palazzo Verasis-Asinari
- Palazzo Zoya
- Torre Asinari
- Torre e Palazzi Natta
- Torre Solaro

## La Confraternita della Misericordia

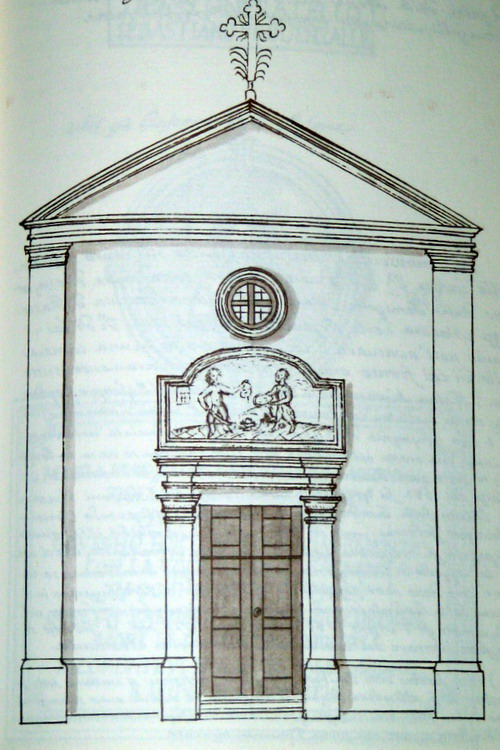
Facciata della chiesa della Confraternita, da un disegno dell'Incisa del 1801

La confraternita della Misericordia era un'associazione laica di volontariato sorta nel rione Cattedrale nel XVI secolo.
I confratelli della Misericordia, o "battuti neri", assistevano i condannati a morte, aiutavano i carcerati e le partorienti povere.
Alla confraternita maschile si aggiunse, in epoca non precisata, quella femminile delle Umiliate.
In principio la sede della confraternita fu la chiesa di San Sisto, fondata intorno al 1572, ma in seguito venne costruita la chiesa di San Giovanni decollato o della Misericordia come sede definitiva. La chiesa ubicata tra via U. Rossi e via Carducci era ancora presente nel 1914.

L'edificio è ancora esistente, ma ha subito notevoli trasformazioni diventando casa abitativa.
La confraternita, che a buon diritto può essere considerata l'antenata del rione Cattedrale, ha partecipato spesso nel Settecento alla corsa del palio, vincendone cinque edizioni.

## Lo stemma ed i colori
I colori del rione si rifanno al bianco-azzurro del capitolo della cattedrale.

Negli anni Trenta del XIX secolo il rione si presentò in piazza con uno stemma trilobato bianco con al centro una stella d'oro.

Dal 1967 alla ripresa del palio, lo stemma del rione è  partito d'argento e d'azzurro all'aquila di nero membrata, beccata, linguata e coronata d'oro, attraversante sul tutto.
Il simbolo dell'aquila si rifà allo stemma della famiglia Alfieri che nel rione ha il palazzo patronale, luogo di nascita del poeta Vittorio Alfieri.

## Vittorie al palio di Asti

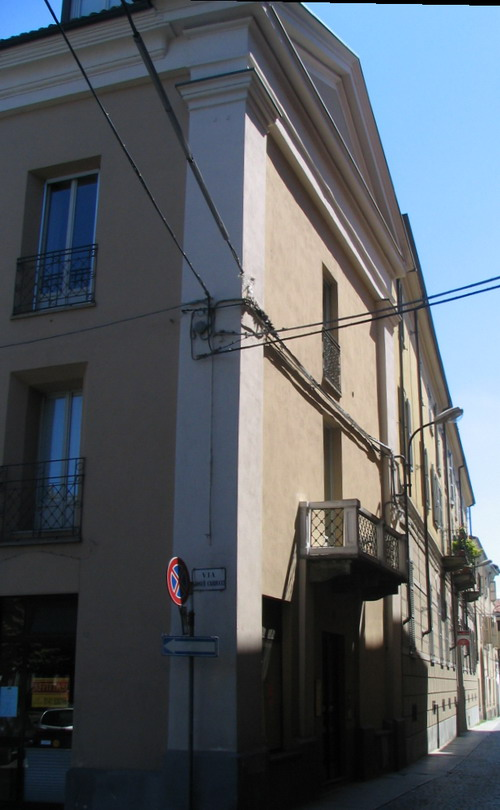
Casa dell'ex Confraternita della Misericordia

- 1656 Confraternita della Misericordia
- 1726 Confraternita della Misericordia
- 21 aprile 1746, Confraternita della Misericordia, paggio Antonio Ranco, detto Tognino con cavallo Sardo
- 18 aprile 1776, Confraternita delle umiliate, paggio Antonio Ranco, con giubbetto bianco guarnito d'oro e berretto nero, cavallo berbero di pelo baio
- 4 maggio 1790, Confraternita della misericordia, paggio Bodone Paolo o Balinetto.

Il rione si accredita anche i palii del 1835, 1836 e 1837 vinti dai cavalli di proprietà di Francesco Massola di Grana anche se secondo Lodovico Vergano il primo fu corso sotto gli auspici di san Secondo, ed il secondo sotto gli auspici della santissima Annunziata.
- Nel periodo moderno il rione Cattedrale ha vinto nel 1977 con il fantino Marco Grattarola sul cavallo Larson, e nel 2019 con Dino Pes su Ribelle da Clodia, aggiudicandosi il Palio straordinario dei 1900 anni dal martirio di San Secondo, patrono della città.[1]

## Curiosità
Il rione Cattedrale è uno dei due soli partecipanti ad aver annoverato una donna come fantino: nell'edizione del 1990 corse con i colori bianco-azzurri l'inglese Gay Preston che partecipò alla finale, ma si classificò all'ultimo posto.